# 恋愛超特急
『恋愛超特急』（れんあいちょうとっきゅう、Without Reservations）は1946年のアメリカ合衆国の映画。小説『Thanks, God! I'll Take It From Here』を映画化した作品。出演はクローデット・コルベールやジョン・ウェインなど。
日本では劇場未公開だが、何度かテレビ放送された。

## キャスト
※括弧内は日本語吹替（初回放送1968年3月29日『テレビ名画座』）
- キット：クローデット・コルベール（公卿圭子）
- ラスティー：ジョン・ウェイン（浦野光）
- ディンク：ドン・デフォー（仲村秀生）
- コニー：アンネ・トリオラ（瀬能礼子）
- オルテガ：フランク・プグリア（上田敏也）
- 本人：ルエラ・パーソンズ
- ポールギル：レイモンド・バー[3]

＊以下はノンクレジットでのカメオ出演
- ジャック・ベニー
- ケーリー・グラント
- マーヴィン・ルロイ

## スタッフ
- 監督：マーヴィン・ルロイ
- 製作：ジェシー・L・ラスキー
- 原作：ジェーン・アレン、メエ・リヴィングストン
- 脚本：アンドリュー・ソルト
- 撮影：ミルトン・クラスナー
- 音楽監督：コンスタンチン・バカライニコフ
- 音楽：ロイ・ウェッブ